# Pom Prap Sattru Phai
Pom Prap Sattru Phai (thailändisch ป้อมปราบศัตรูพ่าย) ist eine der 50 Bezirke (Khet) in Bangkok, der Hauptstadt von Thailand. Pom Prap Sattru Phai liegt im Bereich der Innenstadt.

## Geographie

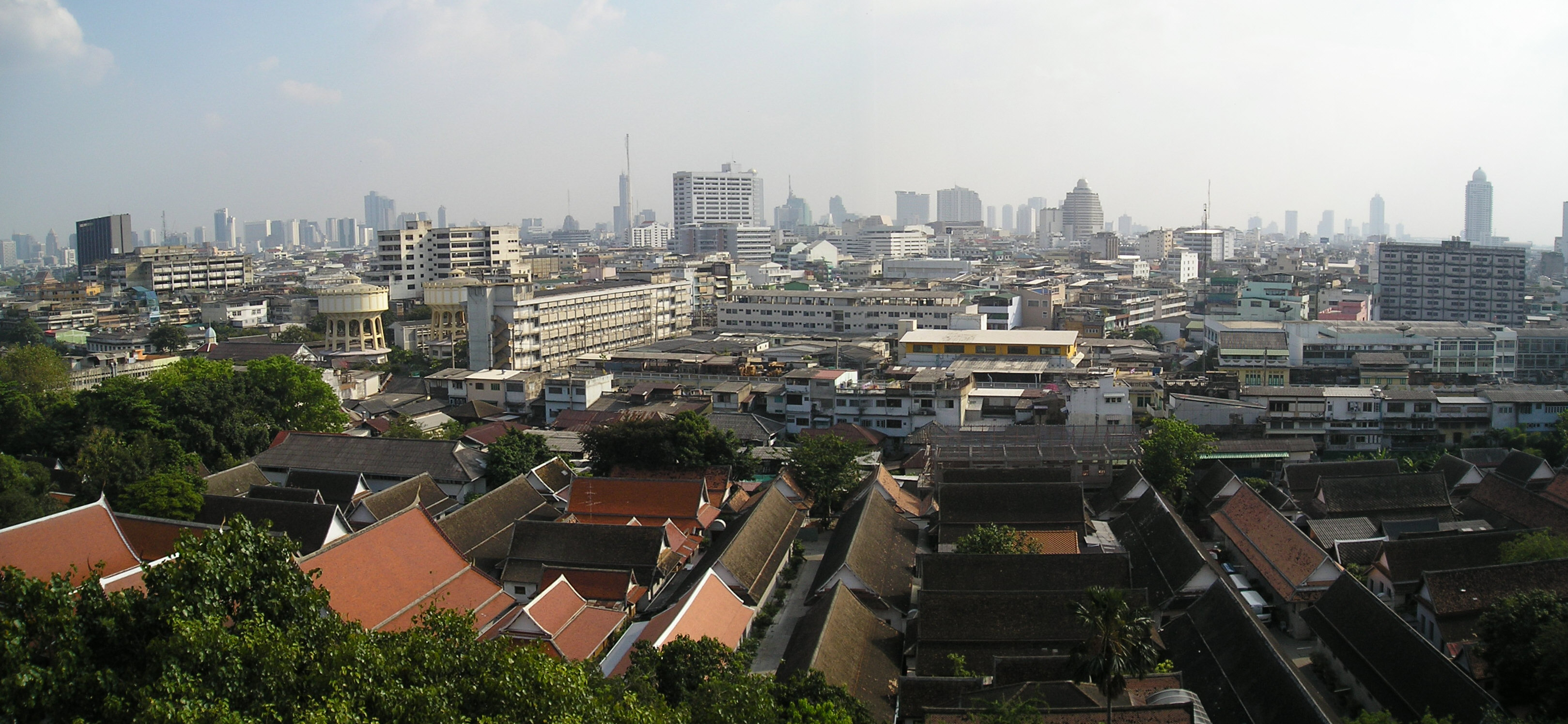
Blick vom „Goldenen Berg“ des Wat Saket nach Osten über den Bezirk Pom Prap Sattru Phai

Pom Prap Sattru Phai wird im Norden und im Osten begrenzt von Khlong Phadung Krung Kasem, im Süden von der Thanon Charoen Krung (Charoen-Krung-Straße), und im Westen vom Khlong Rop Krung (in diesem Abschnitt „Khlong Ong Ang“ genannt) und vom Ratchadamnoen-Nok-Boulevard.
Die benachbarten Bezirke sind im Uhrzeigersinn von Norden aus: Dusit, Ratchathewi, Pathum Wan, Bang Rak, Samphanthawong und Phra Nakhon. Der Bezirk ist benannt nach einem historischen Fort (in Thai: Pom) nahe dem Nang-Loeng-Markt. Wörtlich übersetzt bedeutet der Name „Fort zur Niederwerfung der Feinde“.

## Bevölkerung
Mit rund 25.000 Einwohnern pro km² (Stand 2016) ist Pom Prap Sattru Phai der am dichtesten bevölkerte Bezirk Bangkoks. Die Einwohnerzahl ist allerdings seit Anfang der 1990er-Jahre kontinuierlich rückläufig. Von 86.397 im Jahr 1991 sank sie auf 47.450 im Jahr 2016.

## Sehenswürdigkeiten

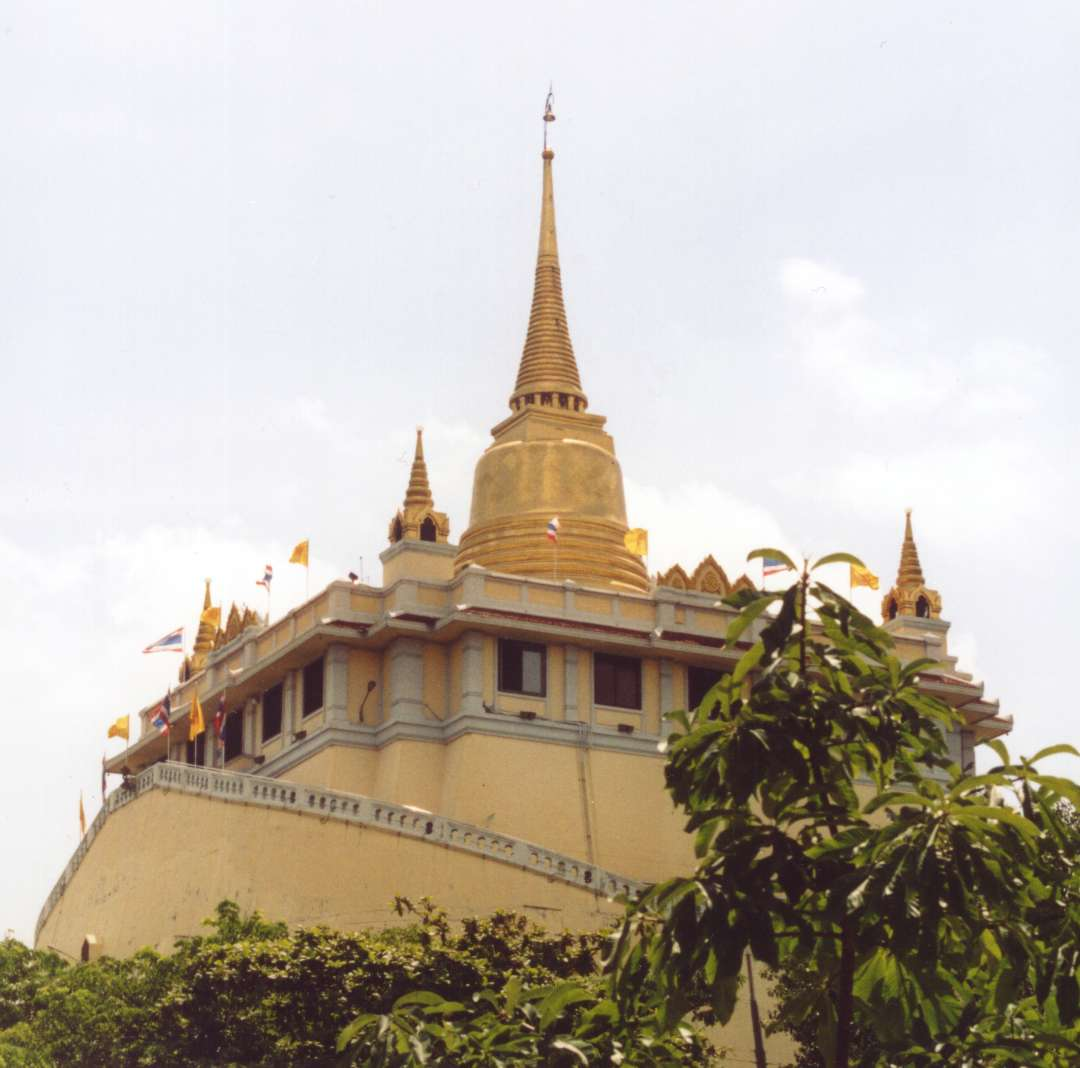
„Goldener Berg“

- Wat Saket (วัดสระเกศ) mit dem „Goldenen Berg“ (thailändisch ภูเขาทอง oder พระบรมบรรพต, englisch Golden Mount).
- Wat Mongkon Kamalawat (Thai: วัดมังกรกมลาวาส; auch: Wat Leng Nei Yi, วัดเล่งเน่ยยี่), bekannter Mahayana-buddhistischer Tempel in „Chinatown“.
- Varadis-Palast (Wang Varadis) – hier lebte früher Prinz Damrong Rajanubhab. Der Palast wurde 1911 vom deutschen Architekten Karl Döhring entworfen. Das Gebäude unweit der belebten Thanon Lan Luang (Lan-Luang-Straße) wurde 1996 anlässlich des 53. Todestags des Prinzen renoviert und in ein Museum mit angegliederter Bibliothek (das „Prince Damrong Rachanupab Museum and Library“) umgewandelt.
- das Ratchadamnoen-Stadion – zeigt traditionelles Thaiboxen
- Bekannte Märkte in der Nähe:
  - Talat Bo Be (ตลาดโบ๊เบ๊, Bo-Be-Markt), ein größerer Bekleidungsmarkt mit überwiegend preisgünstiger Ware.
  - Khlong Thom (คลองถม), ein Wochenend-Markt für elektronische Geräte, auch aus zweiter Hand.

## Verkehr
Neben dem üblichen Straßenverkehr finden sich im Bezirk Pom Prap Sattru Phai Schnellboote auf dem Khlong Maha Nak (คลองมหานาค) und dem Khlong Saen Saep. Die Route beginnt an der Phan-Fa-Lilat-Brücke (Nähe Golden Mount) und endet bei Pratu Nam in Pathum Wan/Ratchathewi, wo Passagiere auf andere Bootslinien umsteigen können.
Am Südrand des Bezirks verläuft die blaue Linie der Metro mit der Haltestelle Wat Mangkon.

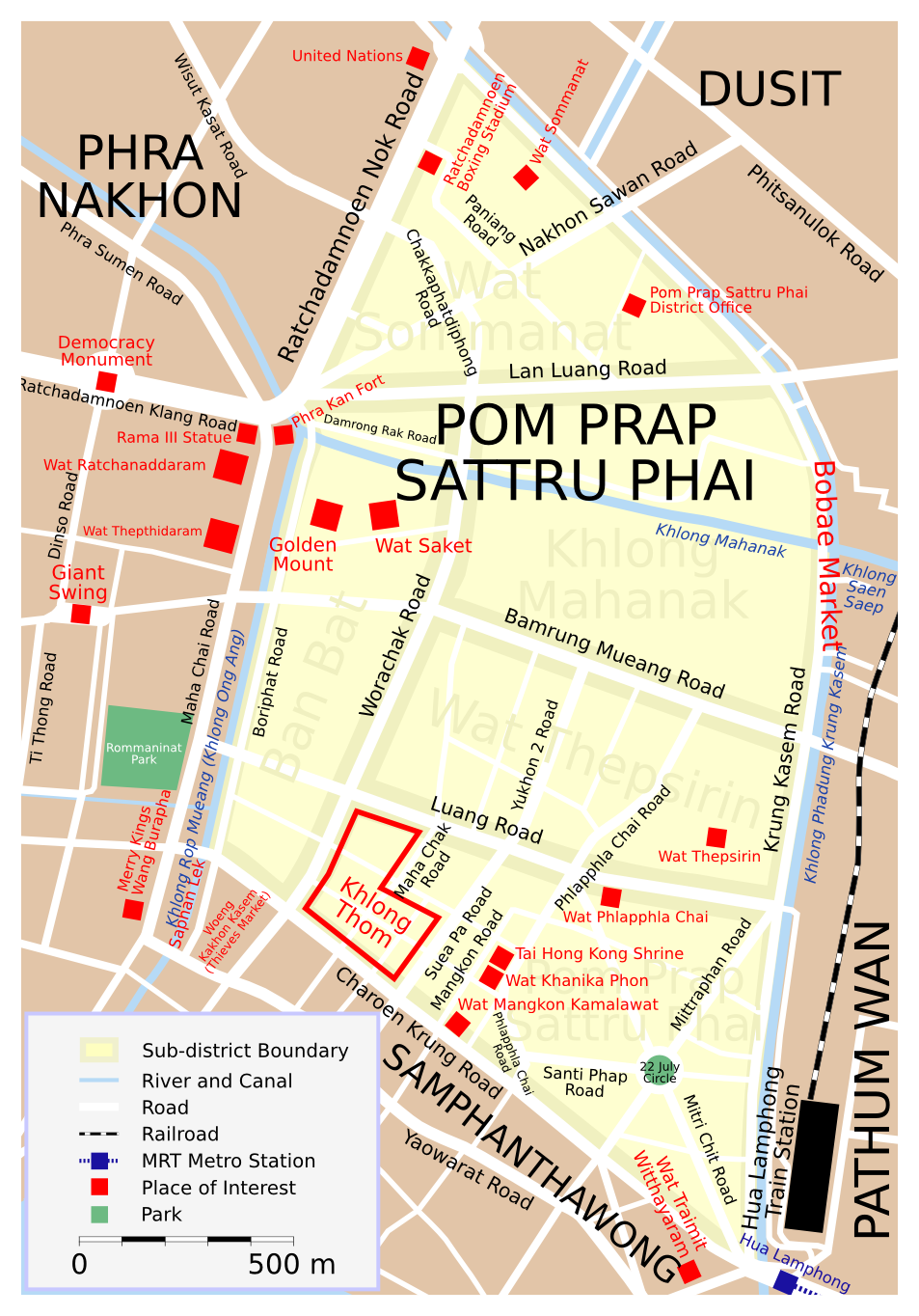
Übersichtskarte des Bezirks

## Verwaltung
Der Bezirk ist in 5 Unterbezirke (Khwaeng) gegliedert:
| Nr. | Name            | Thai       | Einw.  |
| --- | --------------- | ---------- | ------ |
| 1.  | Pom Prap        | ป้อมปราบ    | 16.608 |
| 2.  | Wat Thep Sirin  | วัดเทพศิรินทร์ | 07.789 |
| 3.  | Khlong Maha Nak | คลองมหานาค | 10.363 |
| 4.  | Ban Bat         | บ้านบาตร    | 07.699 |
| 5.  | Wat Sommanat    | วัดโสมนัส    | 07.633 |